# عبد الله بن سعد بن فهد آل سعود
الأمير عبد الله بن سعد بن فهد بن سعد الأول بن عبد الرحمن آل سعود (1379هـ - 1415هـ) رئيس نادي الهلال السعودي من 1983 حتى 1990 وترأس النادي مرة أخرى عام 1993م. حاصل على بكالوريوس إدارة واقتصاد من الولايات المتحدة الأمريكية. يعتبر الأمير عبد الله أصغر رئيس يتولى رئاسة نادي الهلال حتى تلك الفترة وعمره لم يتجاوز ال 25 عامًا وذلك بقرار رعاية الشباب الذي حمل الرقم (1000/1) وتاريخ 11/4/1403هـ. كانت أولى البطولات التي حققها الهلال في عهده بطولة كأس الملك في زمن المدرب اليوغسلافي بروشتش، وبعدها بموسم نجح في خطف لقب الدوري تحت قيادة المدرب البرازيلي كاندينو، في حين كانت ثالث البطولات التي حققها الهلال هي بطولة الأندية الخليجية تحت قيادة المدرب البرازيلي نوقيرا، وهي البطولة التي رفعها صالح النعيمة بعدما ارتدى شارة القيادة للمرة الأولى، ليعقبها بتحقيق بطولة الدوري مع البرازيلي نوقيرا أيضًا. أما خامس البطولات فكانت بطولة كأس الاتحاد تحت إشراف المدرب البرازيلي مانيلي، وبعدها الدوري تحت قيادة المدرب الشهير عمر أبو راس، ومن ثمَّ جاءت البطولة السابعة بتحقيق الهلال كأس الملك تحت قيادة البرازيلي كاندينيو، ثم لقب الدوري السعودي تحت قيادة المدرب البرازيلي خوان كارلوس قبل أن يختم الأمير عبد الله بن سعد عهده في فترة رئاسته الأولى بتحقيق كأس الاتحاد تحت قيادة البرازيلي كاندينيو مجددًا.

## سيرته وادارته للنادي
الأمير عبد الله هو أحد أبناء الأمير سعد بن فهد بن سعد الأول بن عبد الرحمن آل سعود والأميرة الجوهرة الفيصل بن عبد العزيز آل سعود من مواليد 1379 بالعاصمة السعودية الرياض. بعد أن أنهى المرحلة الثانوية التي درسها في معهد الأنجال، غادر إلى الولايات المتحدة الأميريكية ونال شهادة البكالوريوس في الإدارة والاقتصاد. بدايته مع الهلال لم ترتبط بالمناصب الرسمية، فقد كان يحضر مبارياته قبل أن يدخل ضمن أعضاء رابطة الهلال، ومن ثمَّ تحول إلى رئيس لرابطة المشجعين، ثم إلى أدوار أكبر مسؤولية في النادي، وذلك عندما دخل مجلس إدارة الرئيس الأمير عبد الله بن ناصر قبل أن يتسلم منصب نائب الرئيس في عهد الأمير هذلول بن عبد العزيز، وبعدها بفترة قليلة اعتلى دفة الرئاسة ليستمر لمدة سبعة مواسم شهدت تطورا ملحوظا في قوة الفريق، وتحقيقه أول بطولة خارجية على صعيد نادي الهلال، وشهدت فترة رئاسته تعاقده مع المدرب الهنغاري كوبالا الذي سبق له الإشراف الفني على فريق برشلونة.
كانت هناك الكثير من التغييرات التي أجراها الأمير عبد الله بن سعد على صعيد العمل الإداري، كتقليص عدد العاملين في النادي، وتحديد بعض الصلاحيات، وإلغائه منصب مدير الكرة الذي كان يرى أنه مجرد منصب لا يغني ولا يسمن من جوع، واستبداله بما يسمى منصب مشرف عام، بالإضافة إلى قيامه بإلغاء الألعاب كافة، ومن ثمَّ إعادة بعضها من جديد إلى الساحة عقب خلافات نشبت بينه وبين مسؤولي تلك الاتحادات الرياضية؛ بسبب عدم دعمها هذه الألعاب التي تشكل عبئًا ماليًا على خزانة الأندية حسبما يقول رئيس الهلال حينها دون أي مردود مادي من قِبَل الاتحادات المحلية، وهو الأمر الذي يرهق ميزانية لعبة كرة القدم التي تعد مقياس النجاح والفشل في عيون الجماهير الرياضية.

## رئيسًا لنادي الهلال السعودي - الفترة الأولى (1404هـ - 1410هـ)
يعود تاريخ ارتباط الأمير عبد الله بن سعد بخدمة نادي الهلال إلى أواخر عقد التسعينيات الهجرية وقبل أن يكمل عقده الثاني. دخل العمل الإداري رسميا كعضو مجلس إدارة في إدارة الأمير عبدالله بن ناصر بجانب الأمير خالد بن فيصل بن تركي الأول بن عبد العزيز وزياد شعث لإكمال النصاب الإداري بعد استقالة ثلاثة أعضاء هم: عبد الرحمن الحمدان وناصر بن جريد وعبد العزيز الراشد وذلك في شهر رمضان من عام 1400هـ.
سميت فترة رئاسته الأولى بالعصر الذهبي الأول وحقق مع الفريق 9 بطولات غير مسبوقة في تاريخ نادي الهلال آنذاك وعلى مدى سبع سنوات متتالية (1404هـ - 1410هـ). بدأ مع الفريق باستعادة كأس الملك من نادي الأهلي بأربعة أهداف نظيفة عصر يوم الأحد (5/8/1404هـ) بملعب الملز وتوج الأمير عبد الله بن سعد في ذلك اليوم بكأس بطولته الأولى بعد 16 شهرًا من توليه كرسي الرئاسة من يد خادم الحرمين الشريفين الملك فهد.
بعدها بعشرة أشهر نجح في قيادة الهلال لاسترداد لقب (بطل الدوري) في موسم (1405هـ) بعد خمس سنوات من الغياب وأكد جدارته في الموسم التالي (1406هـ) بالاحتفاظ باللقب بجانب احرازه كأس بطولة أندية مجلس التعاون أمام العربي الكويتي (1/صفر) في نفس العام. وتعتبر هذه أول بطولة يحرزها نادي الهلال في تاريخه على المستوى الخارجي.
في موسم 1407هـ توج الهلال بكأس الاتحاد على حساب الاتفاق من (2/صفر). ثم العودة مجدداً للفوز ببطولة الدوري لموسم 1408هـ تلاها احراز كأس جلالة الملك أمام النصر (3/صفر) في نهائي تاريخي شهدته جدة مساء الاثنين 17/10/1409هـ ورعاه الأمير عبد الله بن عبد العزيز نيابة عن الملك فهد.
عام 1410هـ فاز الهلال بكأس الاتحاد أمام القادسية (1/صفر) بجانب تحقيقه بطولة الدوري للمرة السادسة في تاريخ النادي. والرابعة في تاريخ إدارة الأمير عبد الله بن سعد فكانت هذه البطولة التي شهد مباراتها الأخيرة ضد الرائد (8/صفر) بملعب الملز عصر الخميس 25/8/1410هـ. كانت هذه البطولة هي التاسعة تحت إدارته والختامية له في فترة رئاسته الأولى في العام 1410هـ حيث استقال من منصبه. لم يبتعد عن النادي فقد ظل يشرف على الفريق الكروي في تلك الفترة والتي تولى فيها رئاسة النادي فيها مؤسس الهلال الشيخ عبد الرحمن بن سعيد لعامين.

## رئيسًا لنادي الهلال السعودي - الفترة الثانية (1414هـ -1415هـ)
عاد الأمير عبد الله بن سعد إلى سدة الرئاسة مرة أخرى في فترته الثانية التي بدأت في 19/4/1414هـ وحتى منتصف يوم الأربعاء 30/4/1415هـ حيث توفي في ريعان شبابه إثر حادث مروري أليم بالقرب من محافظة المجمعة وهو في طريقه لحضور مباراة دورية للهلال مع النجمة في مدينة عنيزة كان مقررًا إقامتها يوم الخميس 1/5/1415هـ.

## الإنجازات والبطولات
- الدوري السعودي (الدوري الممتاز، دوري خادم الحرمين الشريفين، دوري المحترفين حاليًا):

1985، 1986، 1988، 1990.
- كأس الملك:

1984، 1989.
- كأس الاتحاد السعودي (كأس الأمير فيصل حاليًا):

1987، 1990، 1993.
- بطولة الأندية الخليجية 1986

في عام 1395هـ كان عضو في رابطة الهلال 
في عام 1397هـ أصبح نائب رئيس الرابطة
في عام 1399هـ رئيس رابطة الهلال
في عام 1402هـ تعين نائب لرئيس نادي الهلال
موسم 1403هـ - 1404هـ أستلم رئاسة نادي الهلال حتى عام 1410هـ
وخلال السبع أعوام حصل الهلال على 9 بطولات
من عام 1381هـ وحتى نهاية عام 1410هـ حصل الهلال على 16 بطولة 9 منها كانت في عهد الأمير عبد الله بن سعد 
وهي على النحو التالي:
1- كأس الملك عام 1404هـ
2- الدوري الممتاز 1405هـ 
3- الدوري الممتاز 1406هـ
4- البطولة الخليجية للأبطال 1406هـ
5- كأس الاتحاد 1407هـ 
6- الدوري الممتاز 1408هـ
7- كأس الملك 1409هـ
8- كأس الاتحاد 1410هـ
9- الدوري الممتاز 1410هـ

## وفاته
توفي الأمير عبد الله بن سعد بن فهد بن سعد الأول بن عبد آلرحمن آل سعود في يوم الأربعاء 30 ربيع الآخر 1415هـ الموافق 5 أكتوبر 1994 إثر حادث مروري وهو متجه ل منطقة القصيم لحضور مباراة النجمة والهلال في كأس الاتحاد السعودي وصلي عليه يوم الخميس 1 جمادى الأولى 1415هـ الموافق 6 أكتوبر 1994 وقع الحادث قبل محافظة المجمعة بـ 30 كيلو تقريبًا وتم تأجيل اللقاء.